# Agathis labillardieri
Espèce
Classification phylogénétique
Statut de conservation UICN

 NT  : Quasi menacé
Agathis labillardieri est un arbre conifère de la famille des Araucariaceae originaire du Sud asiatique et d'Océanie : Indonésie, Papouasie-Nouvelle-Guinée.